# 私人國概念集團
私人國概念集團（Kingdom C Edinfortainment Group），一般简称Kingdom C或私人國，是一家香港綜合企業集團，核心業務包括唱片、活動及演出製作、藝人及專業人才管理、教育以及經營非牟利社團／組織。
2007年由亞拔 Bert Liu成立於香港，阿簡（簡敬慈）擔任音樂製作管理(至2021年12月止)，以唱片製作及藝人管理開始其業務。
2008年有见于《超級星光大道》、《超級女聲》等歌唱节目已風靡大陸、台灣，香港卻未有類似的選秀節目，遂以「私人國音乐」名义籌辦多回合淘汰制歌唱比賽「星投大戰」，在網上播放及進行投票，最後選出四強進入決賽。决赛四人于赛后悉数获Kingdom C签约成为旗下歌手并组成组合C AllStar，成为Kingdom C首個簽約單位。
2015年開設「ShowOff」平台，推廣廣東歌、發掘素人歌手、舉辦多届歌唱比賽。
2017年在C AllStar休团后推出组合ShowOff。

2021年亞拔有感樂壇出現斷層，未能吸引到年青一輩的樂迷，所以在了解年輕樂迷的喜好後Kingdom C與獨立音樂廠牌Greytone Music聯盟，並合作推出「Young Blood」音樂企劃，主攻年輕人市場。2023年12月Kingdom C轉型為索尼音樂娛樂(香港)有限公司緊密夥伴，並全力支持索尼音樂娛樂(香港)旗下新音樂廠牌Green Music的音樂創作及藝人管理工作。

## 旗下艺人
- C AllStar（2009年）[2]
- ShowOff（2017年）[5]
- 力臻（2021年）[8]
- CotaBoii a.k.a. Taco (2021年)
- CheeseeKit (2021年)

## 已約滿艺人
- Eagle 陳天翺（2021年—2024年）[9]
- MADBOII（2020年—2024年）[10]